# اندیس سنگ تزئینی (مرمریت) ۳۰۱۶
سنگ تزئینی (مرمریت) ۳۰۱۶ یک اندیس مصالح ساختمانی است که در حوالی شهر فسا استان فارس قرار دارد و مادهٔ معدنی موجود در آن، سنگ تزئینی است.سنگ میزبان این اندیس سنگ اهک متامورف سازند اسماری است و دیرینگی آن به دوران پالئوسن-ائوسن می‌رسد. 